# Genesis P-Orridge
Genesis Breyer P-Orridge (ur. 22 lutego 1950 w Manchesterze jako Neil Andrew Megson, zm. 14 marca 2020 w Nowym Jorku) – niebinarna brytyjska osoba muzyczna, kompozytorska i performerska.
P-Orridge współzałożył grupy muzyczne Throbbing Gristle i Psychic TV. Określał siebie jako osobę pandrogeniczną.

## Dyskografia
- Interview By TOPYSCAN
- The Industrial Sessions 1977
- What's History (1983)
- Je T'Aime (1985)
- Alaura/Slave Priest (1990)
- What's History (1990)
- At Stockholm (1995)
- Vis Spei (1995)
- A Perfect Pain (1999)
- Direction Ov Travel (2002)
- Painful 7 Inches (2002)
- Wordship (2003)
- When I Was Young (2004)